# Cheilotrichia (Empeda) japonica
Cheilotrichia (Empeda) japonica is een tweevleugelige uit de familie steltmuggen (Limoniidae). De soort komt voor in het Palearctisch gebied.